# Mètrica grecollatina
La mètrica en les llengües grega i llatina és quantitativa, és a dir, es fonamenta en la repetició d'un determinat patró de síl·labes de durada llarga (habitualment transcrites en mètrica amb el signe de ratlla llarga baixa o __) o bé breu (transcrites amb el signe U) denominat peu. Cada síl·laba llarga equivalia en durada a dos breus.
El vers grec, com el llatí i el del sànscrit, es basa en la quantitat. La mètrica es basa en l'oposició de durada de síl·labes llargues i síl·labes breus. «Longam esse duorum temporum brevem unius etiam pueri sciunt», «Fins i tot els nens saben que una llarga val dos temps; una breu, un», diu Quintilià en la seva obra Institutio oratòria  IX, 4, 47).

## Classes de peus
El peu és la unitat mètrica més petita de la poesia grecollatina. Els tipus de peu que existeixen són els següents:
- Troqueu  o  Coreu : __U
- Iambe : U__
- Anfíbrac : U__U
- Tríbraqui : UUU
- Dàctil : __ UU
- Espondeu : __ __
- Anapest : UU__
- Crètic : __U__
- Bàquic : U__ __
- Peoni (1) : __ UUU
- Peoni (2) : UUU__
- Jònic major : __ __UU
- Jònic menor : UU__ __
- Coriambe : __UU__
- Molós : __ __ __

## Llicències mètriques
- La trobada d'una vocal final amb la inicial de la paraula següent produeix l'elisió de la primera: atque ego = atqu ego.
- Si una paraula acaba en -m  i la següent comença en vocal es produeix sinalefa: Illum oratorem = Ill'oratorem.
- Síl·laba anceps: qualsevol síl·laba final de vers és indiferentment llarga o breu (anceps  indiferent').
- El vers grecollatí es fonamenta en:

A) Un nombre fix de temps marcats.
B) Les lleis de la cesura sobre pauses obligatòries a l'interior d'un vers.
C) La quantitat indiferent de la síl·laba final.
Els grecs i llatins declamaven els versos indicant la mesura amb el peu. En això rau el nom de peus amb què es designen les divisions del vers. El peu comprèn dues parts: una corresponent al temps marcat (o forta) assenyalat amb l'accent d'intensitat o ictus, i una altra que coincidia amb el temps feble de la mesura.
El peu, per indicar la mesura, baixava per assenyalar el temps marcat i s'elevava en la part feble. El retorn del temps marcat era sensible a l'oïda pel cop (ictus) del peu o d'un bastó a terra.

## Classes de versos
Segons el tipus de peu predominant en el vers, el ritme pot ser trocaic si s'hi fan servir troqueus, iàmbic si en s'hi fan servir iambes, dactílic si s'hi fan servir dàctils, anapèstic si s'hi fan servir anapests, jònics, etc.
Pel nombre de peus de què es compon, pot ser trímetre o Tripòdia (tres peus); tetràmetre o tetrapòdia (quatre peus); pentàmetre o pentapòdia (cinc peus), etc. Un vers de sis peus dactílics és un hexàmetre dactílic, un de sis peus iàmbics, un Senari iàmbic.
Els versos de la poesia lírica se solen denominar segons els noms dels poetes que els van crear o els van difondre: sàfic (Safo); alcaic (Alceu); fàlec (Fàlec).
Els versos cataléctics són aquells en els quals el peu final ha sofert un escurçament (katalexis -κατάλεξις- 'terminació brusca') i comprenen una sola síl·laba en comptes de dues o tres.

## La cesura
El vers comporta obligatòriament en el seu interior una separació de les paraules o pausa en un lloc determinat: és la cesura, que divideix el vers en dos membres o hemistiquis. En general, la cesura cau en l'interior d'un peu. Alguns versos tenen dos o, fins i tot, tres cesures, per exemple, l'hexàmetre. En principi, la cesura és independent del sentit, i justament perquè no sempre coincideix amb ell, contribueix a posar en relleu la forma en què la sintaxi no deslligaria.

## L'hexàmetre
Enni va prendre dels grecs l'hexàmetre pel seu poema èpic Annals, aportant una innovació de gran transcendència per a la poesia llatina. Després d'ell, van escriure en hexàmetres Lucili, Lucreci, Catul, Virgili, Ovidi i un gran nombre de poetes durant l'època imperial.
L'hexàmetre holodactílic consta només de dàctils, llevat del peu final, l'holoespondaic només es basa en espondeus excepte la clàusula final de dos peus, l'hexàmetre llatí es basa en l'alternança de peus dàctils i espondeus, si bé la clàusula final és sempre la mateixa: __UU/__U. L'ideal per al poeta és incloure el màxim nombre de dàctils i el mínim d'espondeus, però com és pràcticament impossible sostenir un ritme continu d'hexàmetres holodactílics i, a més, el ritme seria molt monòton, la convenció admet la substitució de dues breus per una llarga per formar un espondeu excepte en la clàusula final.
L'esquema de l'hexàmetre és, per tant, el següent:
__(UU o __)/__(UU o __)/__(UU o __)/__(UU o __)/__UU/__U
La cesura pentemímera es localitza després del cinquè semipeu, i amb ella sola l'hexàmetre ja està correcte:
__UU __ __ __||__ __ UU __UU __ U
Nos patriae fines||et dulcia linquimus arva.
Es denomina  cesura heptemímera a la que cau després del setè semipeu.
La cesura trocaica és la que cau entre les dues breus del tercer dàctil.
Aquestes dues últimes cesures han d'aparèixer juntes o l'hexàmetre no és correcte. Hi ha altres combinacions de cesures però apareixen molt rarament.
Els gramàtics antics, com Servi Maure Honorat en el seu  De centum metris, classificaven també altres formes d'hexàmetre que no es tracten de mètrica com s'entén ara. Per exemple, els següents versos  rhopàlics  d'Ausoni:
| « | Spes, deus, aeternae stationis conciliator, si castis precibus venials invigilamus, his, pater, oratis placabilis adstipulare. | » |

A cada vers, cada paraula creix una síl·laba. De la mateixa manera, el vers auri (vid. golden line) es tracta de les parts de l'oració, específicament com els adjectius, noms, i verbs es troben dins l'hexàmetre.

### L'hexàmetre en la literatura catalana
L'adaptació dels metres clàssics a la literatura catalana ha topat històricament amb dues dificultats: la mateixa complexitat de la mètrica llatina, i el fet que el català (com les altres llengües romàniques) no versifiquen quantitativament sinó qualitativament pel que fa al ritme. Tot i que d'entrada pot semblar fàcil pretendre fer equivaldre la vocal llarga a la vocal tònica i la vocal breu a la vocal àtona, les vacil·lacions dels autors que ho han intentat demostren que no és així. Històricament, Costa i Llobera introduí la lírica horaciana. Joan Maragall i Carles Riba consolidaren l'hexàmetre. També hi va haver intents de Jeroni Zanné. Als anys 20 del segle xx van practicar l'hexàmetre Ambrosi Carrion, Lluís Nicolau d'Olwer, Llorenç Riber, Josep Maria Llovera, Agustí Esclassans i el mateix Costa i Llobera. Foren anys de discussions teòriques. Després de la guerra civil, les adaptacions anaren en augment amb cims com la traducció de l'Odissea (1953) de Riba i les seves Elegies de Bierville (1942). En les darreres dècades l'han practicat autors com Josep Vergés, Miquel Dolç, Miquel Melendres, Manuel Balasch, Joan Ferraté, Joan Brossa, Alfred Badia, Jaume Medina, Xavier Bru de Sala i d'altres. Alguns experts han assenyalat la dificultat d'aquestes adaptacions i el fet que, potser, van en contra dels recursos prosòdics del català. D'altres, però, recorden que els bons poetes se n'han sortit.

### L'hexàmetre en altres literatures
La mètrica de les diferents literatures europees va intentar imitar el camí de l'hexàmetre grecollatí amb desigual sort, ho van intentar sobretot els poetes alemanys, a la literatura en castellà, Rubén Darío va compondre un famós hexàmetre holodactílic: «Ínclitas razas ubèrrimas, sangre de Hispania fecunda», i Agustín García Calvo va reproduir en la seva traducció parcial del De rerum natura  de Lucreci el ritme de l'hexàmetre, procurant només imitar la clàusula final amb el ritme accentual. Altres traduccions de la poesia llatina clàssica en castellà han utilitzat aquest tipus de traducció rítmica en hexàmetres.

## Dístic elegíac
Es diu dístic elegíac a la combinació entre un hexàmetre i un pentàmetre de la següent manera:
__(UU o __)/__(UU o __)/__(UU o __)/__(UU o __)/__UU/__U
__(UU o __)/__(UU o __)/__||__UU/__UU/__
Cada dístic elegíac ha de formar una unitat de sentit complet. Un exemple de Catul:
| « | Odi et amo. Quare id faciam? fortasse requiris. Nescio, sed fieri sentio et excrucior. | » |

## Prosa mètrica
A la prosa també es practicava un cert tipus de mètrica, amb fonament en les síl·labes tòniques comptades a partir de la fi del període.
- El cursus planus s'accentuava en la 2a i en la 5a síl·laba (comptant des del final).
- El cursus dispondaicus tenia accents en la 2a i 6a síl·laba.
- El cursus velox explicava com tòniques la 2a i 7a síl·labes.
- El cursus tardus accentuava en la 3a i 6a síl·laba, comptant des del final.

Aquesta tècnica, encara que ja fos d'ús corrent, va ser explicada en el segle xii per Alberto Morra, qui era el Papa Gregori VIII, en una obra titulada Forma dictandi quam Rome notaris instituit magister Albertus cinc et Gregorius VIII, papa.

## Evolució de la mètrica llatina
El vers llatí més antic és el saturni, d'origen molt fosc. Livi Andronic va usar el saturni com un vers èpic, és a dir, narratiu. La mètrica de Plaute, caracteritzada per una rica polimetria, és d'origen popular i es remunta a la tradició itàlica i etrusca, però es pot dir, sense grans equivocacions, que, a excepció del saturni, els llatins van prendre dels grecs tots els versos que van emprar, adaptant-los lleument a la seva llengua, més pobra en síl·labes breus. Els esquemes mètrics grecs es van naturalitzar amb rapidesa i ja Enni va utilitzar l'hexàmetre com a vers èpic. L'hexàmetre va ser més tard perfeccionat per Lucreci en el segle i aC i pels poetes neotèrics (Catul, Gai Helvi Cinna, etc.), els quals van acabar de polir imitant a l'escola alexandrina i afegint el cultiu del dístic elegíac (hexàmetre+pentàmetre) dels poetes hel·lenístics. Horaci va codificar aquesta mètrica de forma definitiva. Durant el regnat d'Hadrià (117-138), el gust arcaïtzant va liberalitzar encara més la mètrica i aquesta es va tornar més capritxosa. Per fi, durant el regnat de Commodià (segle iii), compareix per primera vegada la primera mètrica accentual, que a poc a poc anirà suplantant a la quantitativa.
A l'edat mitjana la mètrica clàssica va caure en l'oblit i va ser redescoberta pels humanistes.

## Nota
1. ↑  Jordi Avilés Zapater, "Mètrica i estilística", en Iter Romanum http://www.ub.edu/iter_romanum/content/2-m%C3%A8trica-i-estil%C3%ADstica#2.4.2 Arxivat 2016-04-07 a Wayback Machine.
2. 1 2  Bargalló, Josep. Manual de mètrica i versificació catalanes. 2a edició.  Barcelona: Empúries, 2007, p. 270. ISBN 978-84-9787-227-0.
3. ↑  Oliva, Salvador. La mètrica i el ritme de la prosa.  Quaderns Crema, 1992.
4. ↑  Justo Fernández López, "Latín - Métrica", en Hispanoteca http://www.hispanoteca.eu/Lexikon%20der%20Linguistik/l/LAT%C3%8DN%20-%20M%C3%A9trica.htm Arxivat 2016-06-07 a Wayback Machine.